# Megastethodon wataikwensis
Megastethodon wataikwensis är en insektsart som först beskrevs av William Lucas Distant 1912.  Megastethodon wataikwensis ingår i släktet Megastethodon och familjen spottstritar. Inga underarter finns listade i Catalogue of Life.